# Bershawn Jackson
Bershawn „Batman“ Jackson (* 8. května 1983 Miami, Florida) je americký atlet, který se specializuje na čtvrtku s překážkami.
První úspěch zaznamenal na juniorském mistrovství světa v Kingstonu 2002, kde doběhl ve finále třetí. V roce 2005 se stal v Helsinkách mistrem světa. Později uspěl na letních olympijských hrách 2008 v Pekingu, kde cílem proběhl v čase 48,06 a vybojoval bronz. Bronzovou medaili si odvezl o rok později také z mistrovství světa, které se konalo v německé metropoli. V Berlíně získal také zlatou medaili ze štafetového běhu na 4 × 400 metrů. Samotné finále však již neběžel.

## Osobní rekordy
- 400 m přek. – 47,30 s – 9. srpen 2005, Helsinky
- 400 m (venku) – 45,06 s – 22. červen 2007, Indianapolis